# Comitê dos Direitos Econômicos, Sociais e Culturais
O Comitê dos Direitos Econômicos, Sociais e Culturais (CESCR, Committee on Economic, Social and Cultural Rights) é um corpo das Nações Unidas de 18 especialistas independentes que monitora a implementação do Pacto Internacional dos Direitos Econômicos, Sociais e Culturais (PIDESC) por seus Estados-membros. O Comitê foi estabelecido pela Resolução ECOSOC 1985/17 de 28 de maio de 1985 para realizar as funções de monitoramento atribuídas ao Conselho Econômico e Social das Nações Unidas (ECOSOC) na Parte IV do Pacto.
Todos os Estados-membros são obrigados a apresentar relatórios regulares ao Comitê sobre como os direitos estão sendo implementados. Os Estados devem relatar inicialmente dentro de dois anos após a aceitação do Pacto e, posteriormente, a cada cinco anos. O Comitê examina cada relatório e endereça suas preocupações e recomendações ao Estado-membro na forma de "observações finais".
Além do procedimento de relatório, o Protocolo Facultativo ao Pacto Internacional dos Direitos Econômicos, Sociais e Culturais, que entrou em vigor em 5 de maio de 2013, fornece ao Comitê competência para receber e considerar comunicações de indivíduos que alegam que seus direitos sob o Pacto foram violados. O Comitê também pode, sob certas circunstâncias, realizar investigações sobre violações graves ou sistemáticas de qualquer dos direitos econômicos, sociais e culturais estabelecidos no Pacto e considerar reclamações interestaduais.
O Comitê se reúne em Genebra e normalmente realiza duas sessões por ano, consistindo em uma sessão plenária de três semanas e um grupo de trabalho pré-sessão de uma semana. O Comitê também publica sua interpretação das disposições do Pacto, conhecidas como comentários gerais.

## Membros
O Comitê dos Direitos Econômicos, Sociais e Culturais é composto por 18 especialistas independentes que são "pessoas de alto caráter moral e reconhecida competência no campo dos direitos humanos". Os membros são eleitos por um mandato de quatro anos pelos Estados-membros de acordo com a Resolução ECOSOC 1985/17 de 28 de maio de 1985. Os membros servem em sua capacidade pessoal e podem ser reeleitos se nomeados.
Os atuais membros do Comitê dos Direitos Econômicos, Sociais e Culturais (em 21 de julho de 2020):
| Nome                                          | Estado        | Prazo expira em |
| --------------------------------------------- | ------------- | --------------- |
| Aslan Abashidze                               | Rússia        | 31.12.2022      |
| Mohamed Ezzeldin Abdel-Moneim                 | Egito         | 31.12.2020      |
| Asraf Ally Caunhye                            | Maurício      | 31.12.2022      |
| Shiqiu Chen (Vice-presidente)                 | China         | 31.12.2020      |
| Laura-Maria Craciunean-Tatu (Vice-presidente) | Romênia       | 31.12.2020      |
| Olivier De Schutter (Juiz relator)            | Bélgica       | 31.12.2022      |
| Peters Sunday Omologbe Emuze                  | Nigéria       | 31.12.2022      |
| Zdzislaw Kedzia                               | Polônia       | 31.12.2020      |
| Karla Vanessa Lemus De Vásquez                | El Salvador   | 31.12.2022      |
| Sandra Liebenberg (Vice-presidente)           | África do Sul | 31.12.2020      |
| Mikel Mancisidor                              | Espanha       | 31.12.2020      |
| Lydia Carmelita Ravenberg                     | Suriname      | 31.12.2020      |
| Waleed Sadi                                   | Jordânia      | 31.12.2020      |
| Preeti Saran                                  | Índia         | 31.12.2022      |
| Heisoo Shin                                   | Coreia do Sul | 31.12.2022      |
| Rodrigo Uprimny                               | Colômbia      | 31.12.2022      |
| Michael Windfuhr                              | Alemanha      | 31.12.2020      |
| Renato Zerbini Ribeiro Leão (Presidente)      | Brasil        | 31.12.2022      |